# Iniciativa por la Paz y los Derechos Humanos
La Iniciativa por la Paz y los Derechos Humanos (en alemán: Initiative für Frieden und Menschenrechte, IFM) fue un movimiento político en la República Democrática Alemana. Fundado a inicios de 1986, fue el movimiento opositor más antiguo al régimen socialista de la RDA.
Tras la fundación de la organización, su actividad estuvo estancada por un tiempo debido a la detención de miembros importantes. No obstante, en el otoño de 1989 su actividad revivió una vez que la ola de las revoluciones de 1989 llegó a Alemania Oriental.
Algunos líderes involucrados en la Iniciativa por la Paz y los Derechos Humanos incluyeron a Bärbel Bohley, Ulrike Poppe, Martin Böttger e Ibrahim Böhme.
En 1990, luego de iniciarse el proceso de democratización en el país, Gerd Poppe de la IFM se unió al gabinete ministerial de Hans Modrow en calidad de ministro sin cartera.
Para las elecciones generales de Alemania Oriental de 1990, la IFM formó la coalición Alianza 90 junto a los movimientos Foro Nuevo y Democracia Ahora. Dicha coalición obtuvo el 2,9% de los votos y 12 escaños en la Volkskammer, de los cuales dos le correspondieron a la IFM.
Tras la reunificación alemana, la IFM envió un representante al Bundestag.
El 21 de septiembre de 1991, la IFM tomó parte en la fundación del partido Alianza 90, dejando de existir. Posteriormente, varios antiguos miembros de la IFM formaron parte de Alianza 90/Los Verdes.